# Холлерн-Твиленфлет
Холлерн-Твиленфлет (нем. Hollern-Twielenfleth) — община в Германии, в земле Нижняя Саксония.
Входит в состав района Штаде. Подчиняется управлению Люэ. Население составляет 3335 человек (на 31 декабря 2010 года). Занимает площадь 20,46 км².